# Baraigne
Baraigne  est une commune française située dans le nord-ouest du département de l'Aude, en région Occitanie.
Sur le plan historique et culturel, la commune fait partie du Lauragais, l'ancien « Pays de Cocagne », lié à la fois à la culture du pastel et à l’abondance des productions, et de « grenier à blé du Languedoc ». Exposée à un climat océanique altéré, elle est drainée par le Fresquel, le ruisseau de Labexen et par un autre cours d'eau.

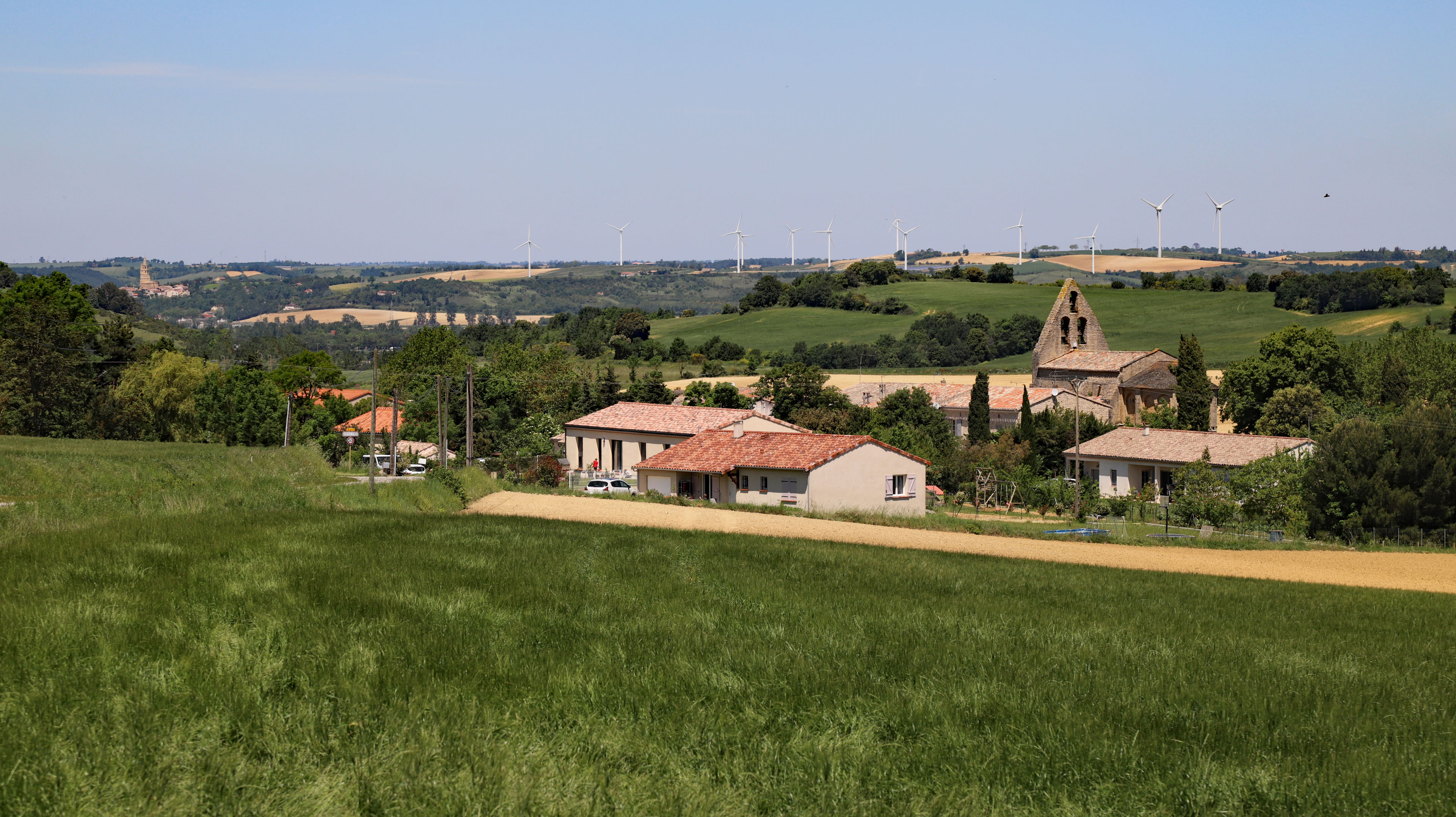

## Géographie

### Localisation
Commune de l'aire urbaine de Toulouse située en Piège dans le Lauragais. C'est une commune limitrophe avec le département de la Haute-Garonne.
Baraigne est une commune rurale qui compte 164 habitants en 2022, après avoir connu une forte hausse de la population depuis 1975. Elle fait partie de l'aire d'attraction de Toulouse. Ses habitants sont appelés les Baraignois et Baraignoises.

### Communes limitrophes
Baraigne est limitrophe de sept autres communes dont une dans le département de la Haute-Garonne.
Les communes limitrophes sont  Avignonet-Lauragais, Belflou, Gourvieille, Labastide-d'Anjou, Mas-Saintes-Puelles, Molleville et Montferrand.
| Avignonet-Lauragais (Haute-Garonne) | Montferrand | Labastide-d'Anjou   |
| Gourvieille                         | Baraigne    | Mas-Saintes-Puelles |
| Belflou                             | Molleville  |                     |

### Géologie et relief
Au nord-ouest du département de l’Aude entre Fanjeaux et la limite de la Haute-Garonne, s'étendent des plateaux et des collines qui sont bien délimités par la plaine de Castelnaudary au nord et la plaine de l'Ariège au sud, cette région s'appelle La Piège.
Elle est composée de puissantes couches calcaires qui portent le relief des plateaux du Lauragais. Les nombreux ruisseaux qui la traversent ont découpé ces plateaux en collines. Baraigne se situe sur le dernier vallon ouest où le Fresquel prend sa source, juste avant le Seuil de Naurouze point culminant entre l'Atlantique et la Méditerranée.
L'ingénieur de Louis XIV, Pierre-Paul Riquet y a installé là le point de partage des eaux et d'alimentation du canal du Midi.
Baraigne se situe en zone de sismicité 1 (sismicité très faible).

### Hydrographie
La commune est pour partie dans le bassin de la Garonne, au sein du bassin hydrographique Adour-Garonne, et pour partie dans la région hydrographique « Côtiers méditerranéens », au sein du bassin hydrographique Rhône-Méditerranée-Corse. Elle est drainée par le Fresquel, le ruisseau de Labexen et par un petit cours d'eau, constituant un réseau hydrographique de 5 km de longueur totale,.
Le Fresquel, d'une longueur totale de 63 km, prend sa source dans la commune et s'écoule d'ouest en est. Il traverse la commune et se jette dans l'Aude à Carcassonne, après avoir traversé 22 communes.

### Climat
Pour des articles plus généraux, voir Climat de l'Occitanie et Climat de l'Aude.
En 2010, le climat de la commune est de type climat du Bassin du Sud-Ouest, selon une étude s'appuyant sur une série de données couvrant la période 1971-2000. En 2020, Météo-France publie une typologie des climats de la France métropolitaine dans laquelle la commune est exposée à un climat océanique altéré et est dans la région climatique Aquitaine, Gascogne, caractérisée par une pluviométrie abondante au printemps, modérée en automne, un faible ensoleillement au printemps, un été chaud (19,5 °C), des vents faibles, des brouillards fréquents en automne et en hiver et des orages fréquents en été (15 à 20 jours).
Pour la période 1971-2000, la température annuelle moyenne est de 13,1 °C, avec  une amplitude thermique annuelle de 15,8 °C. Le cumul annuel moyen de précipitations est de 798 mm, avec 9,9 jours de précipitations en janvier et 5,3 jours en juillet. Pour la période 1991-2020 la température moyenne annuelle observée sur la station météorologique la plus proche, située sur la commune de Montferrand à 4 km à vol d'oiseau, est de 13,7 °C et le cumul annuel moyen de précipitations est de 758,8 mm,. Pour l'avenir, les paramètres climatiques de la commune estimés pour 2050 selon différents scénarios d’émission de gaz à effet de serre sont consultables sur un site dédié publié par Météo-France en novembre 2022.

## Urbanisme

### Typologie
Au 1er janvier 2024, Baraigne est catégorisée commune rurale à habitat dispersé, selon la nouvelle grille communale de densité à 7 niveaux définie par l'Insee en 2022.
Elle est située hors unité urbaine. Par ailleurs la commune fait partie de l'aire d'attraction de Toulouse, dont elle est une commune de la couronne,. Cette aire, qui regroupe 527 communes, est catégorisée dans les aires de 700 000 habitants ou plus (hors Paris),.

### Occupation des sols
L'occupation des sols de la commune, telle qu'elle ressort de la base de données européenne d’occupation biophysique des sols Corine Land Cover (CLC), est marquée par l'importance des territoires agricoles (95,3 % en 2018), en diminution par rapport à 1990 (98,3 %). La répartition détaillée en 2018 est la suivante : 
terres arables (53,1 %), zones agricoles hétérogènes (42,1 %), eaux continentales (4,7 %). L'évolution de l’occupation des sols de la commune et de ses infrastructures peut être observée sur les différentes représentations cartographiques du territoire : la carte de Cassini (XVIIIe siècle), la carte d'état-major (1820-1866) et les cartes ou photos aériennes de l'IGN pour la période actuelle (1950 à aujourd'hui).

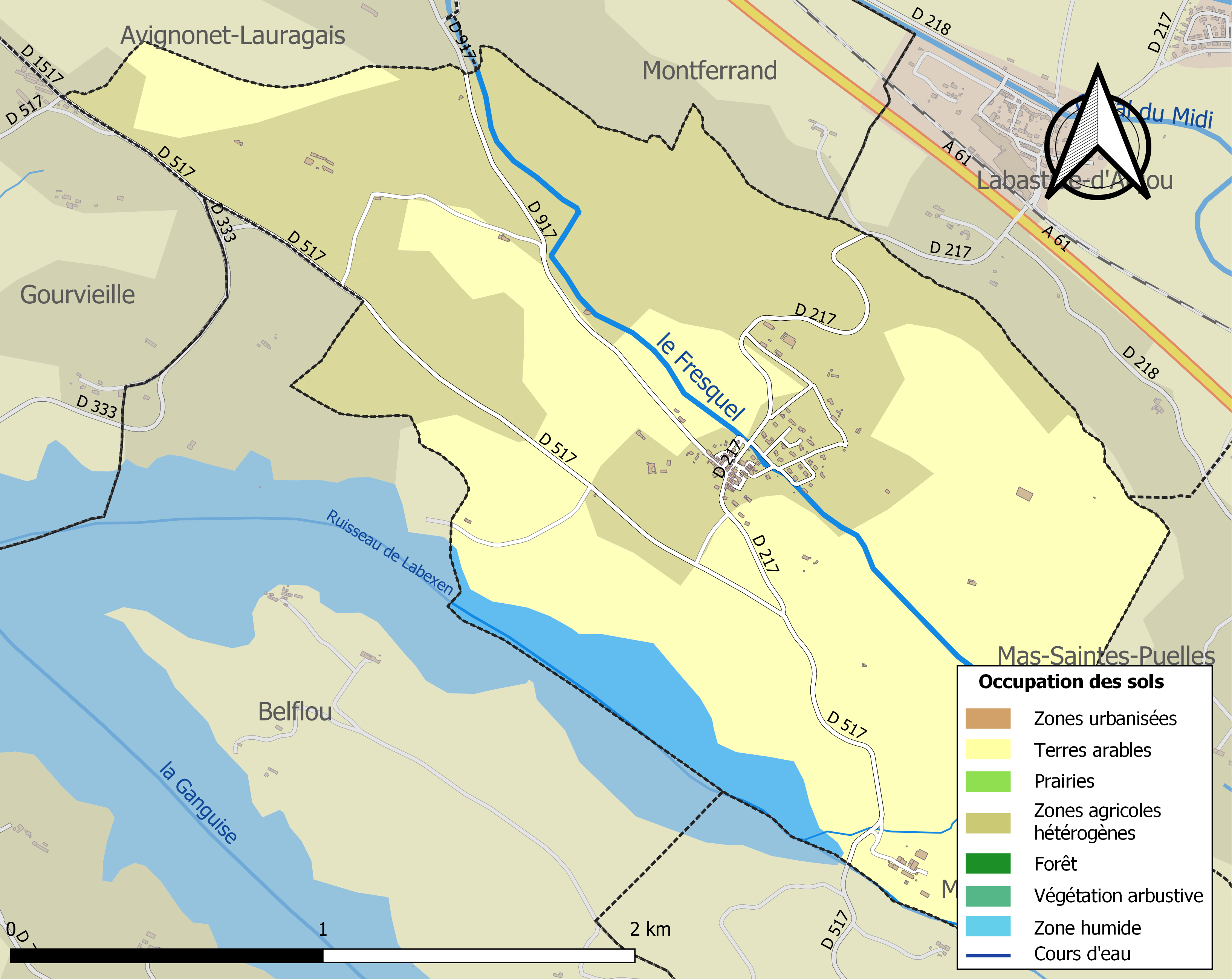
Carte des infrastructures et de l'occupation des sols de la commune en 2018 (CLC).

### Risques majeurs
Le territoire de la commune de Baraigne est vulnérable à différents aléas naturels : météorologiques (tempête, orage, neige, grand froid, canicule ou sécheresse) et séisme (sismicité très faible). Un site publié par le BRGM permet d'évaluer simplement et rapidement les risques d'un bien localisé soit par son adresse soit par le numéro de sa parcelle.

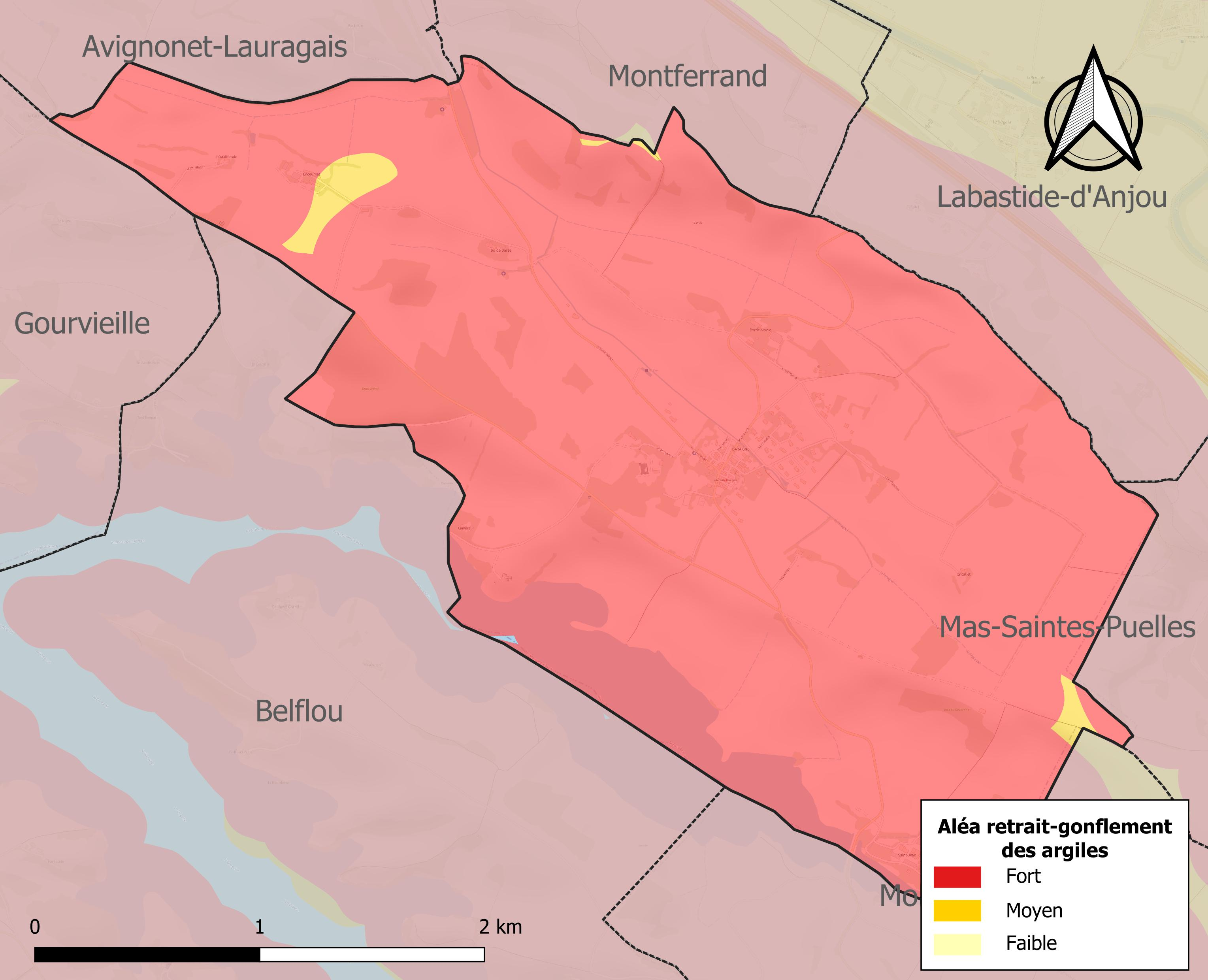
Carte des zones d'aléa retrait-gonflement des sols argileux de Baraigne.

Le retrait-gonflement des sols argileux est susceptible d'engendrer des dommages importants aux bâtiments en cas d’alternance de périodes de sécheresse et de pluie. La totalité de la commune est en aléa moyen ou fort (75,2 % au niveau départemental et 48,5 % au niveau national). Sur les 81 bâtiments dénombrés sur la commune en 2019, 81 sont en aléa moyen ou fort, soit 100 %, à comparer aux 94 % au niveau départemental et 54 % au niveau national. Une cartographie de l'exposition du territoire national au retrait gonflement des sols argileux est disponible sur le site du BRGM,.

## Toponymie
Le toponyme " Baraigne ", probablement d'origine gallo-romaine, proviendrait de "Varianus". Le premier témoignage manuscrit de la localité remonte à 1155, sous la forme de "Varanano". Et nous la retrouvons au fil des siècles sous différents toponymes :
Sancta Maria de Varanano, 1207 (Doat, 83, f.41)
Verananum, 1207 (ibid., 5, f. 295)
Varanhanum, 1240 (Pierre Bauville d'Avignonet)
Honor de Varanhas, 1260 (ibid., f.174)
Varagnanum, 1317 (Gall. christ., Xlll, Instr., C 254)
Beata Maria de Baroha,1318 (Vidal p. 134)
Ecclesia de Varanano 1318 (ibid., p. 160)
Varanha, 1382 (arch. Aude, H 333)
Varainhe, 1494 (Ibid., G90, f.31)
Varaigne, 1550 (ibid., B 1982)
Varagne, 1774 (Carte du canal royal)
Baragne, 1781 (Carte diocèse St Papoul)
Baragnie, 1866 (Carte de Cassini.)
Baraigne à partir du XXe siècle.
Baragno (vulg.)
Baranha (occitan).

## Histoire

### Moyen Âge
Les premières traces du village remontent au IXe siècle, après l’installation des Romains dans la région, le long de la voie Aquitaine qui reliait Narbonne à Toulouse. C’est en 1155 que le premier témoignage manuscrit de la localité apparait sous le nom de « Varanano » pour la construction de son église. En 1206, Vidal de Caumont vendit à l'abbé Auger ses droits sur l'église « Sainte Marie de Baraigne ».
Vers 1210-1225, la religion cathare s’installe dans le Lauragais. Garsende mère des seigneurs du Mas-Saintes-Puelles et « parfaite » du catharisme, y avait ouvert avec sa fille Gaillarde, une hospitalité hérétique. Elle fit l’éducation religieuse de son petit-fils Bertrand de Quiders et de sa nièce Géraude. Géraude, qui avait épousé Estieu de Roqueville seigneur de Baraigne, et que Garsende et sa fille allaient voir fréquemment à Baraigne vers 1215.
Vers 1225, Estieu de Roqueville conduisit les deux femmes à Caillabel, près de Baraigne. Elles y restèrent quinze jours, puis de là partirent pour Montségur où elles périrent sur le bûcher.
A la même date, Bernard de Mayreville chevalier diacre s'installa au Mas-Saintes-Puelles. Il y déploya une inlassable activité prédicante sur les villages de Laurac, Fanjeaux et Gaja la Selve vers le sud et de Baraigne à Saint-Michel-de-Lanès vers l'ouest.
Le « massacre d’Avignonet » a lieu le 28 mai 1242. Ce jour-là, à Avignonet-Lauragais des troupes venues de la région de Montségur massacrèrent pendant leur sommeil des Inquisiteurs et leur suite à coups de haches. C’est à Baraigne complètement acquis aux hérétiques cathares, qu’avant l’attaque elles se rejoignirent à l'abri du vallon. Le forfait accompli, les représailles furent terribles, le village n'y échappa pas. Les troupes de l'Inquisition le visitèrent, tous les cadavres présumés cathares furent exhumés du cimetière et brûlés sur un bûcher dressé sur le terre-plein derrière l'église devant le cimetière. Tous les "suspects" portèrent la croix d'infamie.
En 1473 et surtout en 1480-1481 les victimes de la peste bubonique furent nombreuses à Baraigne et dans les villages environnants.

### Époque moderne
En 1485 deux moulins à pastel étaient dénombrés. La région était prospère, la première construction du château de Baraigne date de ce moment-là. Sur la maison des maîtres "de Buisson", seigneurs des lieux.
La Guerre de religion n'épargna pas Baraigne et sa région. Partant du Mas-Saintes-Puelles où ils s'étaient établis en 1561, les protestants firent de nombreux raids sur les villes et villages voisins.
Les pillages, les destructions de villages et de bourgs se multiplièrent.
En 1572 toutes les églises du pays brûlèrent. A Baraigne seuls une partie de la nef et du clocher furent détruits.
Baraigne vécut la Révolution à travers une alternance de calmes relatifs, que lui procurait son isolement, et les violentes visites que lui firent les fervents révolutionnaires de la plaine.
Le château et l'église furent pillés, les archives détruites.
En 1789 l'abbé Canut, curé résident, était originaire de Montferrand. Lorsque l'Assemblée Nationale décréta la constitution civile du clergé, il prêta serment à la Constitution.
Devenu "prêtre jureur", il était considéré comme un citoyen ordinaire.
Désigné comme membre du conseil municipal, il fut chargé en 1792, de tenir le nouvel état civil. Il continua comme il le faisait par le passé, d'inscrire les baptêmes, les mariages et les enterrements.
Très vite les révolutionnaires décidèrent de diviser la France en département. Pendant ces travaux, les députés chargés de l'opération furent assaillis d'interventions de communautés villageoises souhaitant les uns leur rattachement au département de Carcassonne, les autres à un autre département.
Baraigne, historiquement attaché par ses seigneurs, à Avignonet-Lauragais, Les Cassés et à Montgiscard, fut de ceux-là et demanda à être intégré à la Haute-Garonne.
Mais le peu de population à ce moment-là, ne pesa pas, et la commune fut rattachée le 6 décembre 1790 au canton de Salles-sur-l'Hers.

### Du Consulat au Second Empire
Le 26 novembre 1791, à l'initiative du conseil de département, le district de Castelnaudary remania ses cantons. Baragne passa du canton de Salles sur l'Hers à celui de Saint-Michel-de-Lanès nouvellement crée. Cette répartition dura jusqu'à l'an IV (1795).
Enfin, le 4 novembre 1801 (13 brumaire an X), le canton de Saint-Michel-de-Lanès fut supprimé. Baragne rejoignit celui de Salles-sur-l'Hers et le canton se trouva formé des 14 communes que l'on connaît aujourd'hui.
Baraigne eut sa tragédie dans la nuit du 12 au 13 octobre 1802 (21 au 22 vendémiaire, an X).
« Une bande de brigands attaqua le meunier et sa femme au vieux moulin pour les dévaliser. Un jeune charpentier se trouvait également avec eux. Malgré leur résistance la femme finit par avouer, pour avoir la vie sauve, où se trouvait dans le galetas une somme d'argent assez considérable. Le forfait accompli les bandits les égorgèrent tous pour obtenir leur silence. Mais le jeune charpentier avec la jugulaire tranchée put se traîner au village donner l'alerte et décrire ses assassins. Il mourut le lendemain. Les auteurs et complices au nombre de 24 furent arrêtés dans les communes de Salles, Mas St Puelles, Castelnaudary, Saint-Michel-de-Lanès et Avignonet. Trois seulement s'échappèrent. »
En ce début de XIXe siècle, les soubresauts de la Révolution s'apaisant, la région connut une véritable explosion démographique. C’est en 1812 que Baraigne eut une population record de 241 habitants. Le village était à vocation essentiellement agricole. Un nouveau moulin à vent fut construit sur la colline nord, il tourna sans interruption jusqu'en 1955. Toute la population lui amenait son blé pour le four à pain communal.

### Époque contemporaine
Après la perte de population des années 1860, la Première Guerre mondiale fut une seconde catastrophe démographique pour la région. Plus de 20 % des jeunes entre 18 et 25 ans ne survécurent pas aux combats et avec le taux de mortalité des rescapés, c'est un tiers de la population active qui disparut du Lauragais.
À Baraigne neuf hommes ne revinrent pas dans leur famille.
Au début de la Seconde Guerre mondiale, de nombreux jeunes et rappelés quittèrent Baraigne le 1er septembre 1939 pour une seconde mobilisation générale. Mais ce n'est qu'en 1942, lors de l'occupation de la zone Sud, que les troupes allemandes firent irruption dans la région.
Baraigne vit passer quelques groupes ennemis, notamment au moulin. Par crainte, le village fut plusieurs fois évacué, mais aucune exaction grave ne fut signalée.
Plus de 50 réfugiés du Nord de la France et de Belgique restèrent quelques mois dans la commune, protégés et nourris par la population, certains ne quittèrent le village que dans les années 1950 et reviennent toujours aujourd'hui dans la région.
Un seul Baraignois, prisonnier en Allemagne fut victime de la folie des hommes.
Si cette dernière guerre fut dans la région moins meurtrière que la première, la population de la région continua de décliner.
En 1950 les premiers tracteurs apparurent et révolutionnèrent la base de la vie dans la région : l'agriculture.
En 1970, ce second déclin était très sensible auprès des jeunes, signifiant leur départ.
Après le remembrement de 1990, seuls quatre agriculteurs se partagent les terres de la commune.
En 1980 la municipalité réagit avec la création du lotissement communal entièrement occupé par des jeunes ménages travaillant dans le secteur tertiaire à Castelnaudary et même Toulouse.
Et en 1990 la création de structures sociales (foyer municipal, tennis...).
Suivi en 2006 par la création d’un second lotissement pour faire face à la croissance démographique de la métropole de Toulouse.

## Politique et administration

### Découpage territorial
La commune de Baraigne est membre de la communauté de communes Castelnaudary Lauragais Audois, un établissement public de coopération intercommunale (EPCI) à fiscalité propre créé le 21 décembre 2012 dont le siège est à Castelnaudary. Ce dernier est par ailleurs membre d'autres groupements intercommunaux.
Sur le plan administratif, elle est rattachée à l'arrondissement de Carcassonne, au département de l'Aude, en tant que circonscription administrative de l'État, et à la région Occitanie.
Sur le plan électoral, elle dépend du canton de la Piège au Razès pour l'élection des conseillers départementaux, depuis le redécoupage cantonal de 2014 entré en vigueur en 2015, et de la troisième circonscription de l'Aude  pour les élections législatives, depuis le redécoupage électoral de 1986.

### Administration municipale
Le nombre d'habitants au recensement de 2011 étant compris entre 100 et 499, le nombre de membres du conseil municipal pour l'élection de 2014 est de onze,.

### Liste des maires
| Période                                  | Période                 | Identité         | Étiquette | Qualité |
| ---------------------------------------- | ----------------------- | ---------------- | --------- | ------- |
| Les données manquantes sont à compléter. |                         |                  |           |         |
| 1860                                     | 1888                    | Jean Fraisse     |           |         |
| 1888                                     | 1903                    | Baptiste Brousse |           |         |
| 1903                                     | 1908                    | Antoine Gaubert  |           |         |
| 1908                                     | 1919                    | Laurent Brousse  |           |         |
| 1919                                     | 1953                    | Joseph Ourmet    |           |         |
| 1953                                     | 2007                    | Louis Faure      |           |         |
| 2007                                     | 2020                    | Camille Guagno   |           |         |
| 2020                                     | En cours (au mars 2020) | Pascal Assemat   | SE        |         |

## Population et société

### Démographie
L'évolution du nombre d'habitants est connue à travers les recensements de la population effectués dans la commune depuis 1793. Pour les communes de moins de 10 000 habitants, une enquête de recensement portant sur toute la population est réalisée tous les cinq ans, les populations de référence des années intermédiaires étant quant à elles estimées par interpolation ou extrapolation. Pour la commune, le premier recensement exhaustif entrant dans le cadre du nouveau dispositif a été réalisé en 2006.

En 2022, la commune comptait 164 habitants, en évolution de −4,65 % par rapport à 2016 (Aude : +2,65 %, France hors Mayotte : +2,11 %).
| 1793 | 1800 | 1806 | 1821 | 1831 | 1836 | 1841 | 1846 | 1851 |
| ---- | ---- | ---- | ---- | ---- | ---- | ---- | ---- | ---- |
| 183  | 201  | 233  | 178  | 212  | 196  | 203  | 203  | 236  |

| 1856 | 1861 | 1866 | 1872 | 1876 | 1881 | 1886 | 1891 | 1896 |
| ---- | ---- | ---- | ---- | ---- | ---- | ---- | ---- | ---- |
| 217  | 228  | 201  | 197  | 181  | 173  | 184  | 162  | 150  |

| 1901 | 1906 | 1911 | 1921 | 1926 | 1931 | 1936 | 1946 | 1954 |
| ---- | ---- | ---- | ---- | ---- | ---- | ---- | ---- | ---- |
| 149  | 174  | 157  | 122  | 121  | 113  | 114  | 123  | 106  |

| 1962 | 1968 | 1975 | 1982 | 1990 | 1999 | 2006 | 2011 | 2016 |
| ---- | ---- | ---- | ---- | ---- | ---- | ---- | ---- | ---- |
| 111  | 113  | 99   | 103  | 122  | 126  | 117  | 161  | 172  |

| 2021 | 2022 | - | - | - | - | - | - | - |
| ---- | ---- | - | - | - | - | - | - | - |
| 168  | 164  | - | - | - | - | - | - | - |

| selon la population municipale des années : | 1968 | 1975 | 1982 | 1990 | 1999 | 2006 | 2009 | 2013 |
| Rang de la commune dans le département      | 279  | 294  | 255  | 282  | 282  | 283  | 268  | 250  |
| Nombre de communes du département           | 439  | 436  | 435  | 437  | 438  | 438  | 438  | 438  |

### Enseignement
La commune ne possède aucun établissement scolaire (primaire et secondaire). L'enseignement de l'école primaire est donné en partie à Avignonet-Lauragais et au Mas-Saintes-Puelles, communes limitrophes. L'enseignement secondaire, collège, et lycée polyvalent, est situé à Castelnaudary. Tous les établissements étant desservis par bus quotidiens. Le village relève de l'académie de Montpellier et fait partie de la zone A du calendrier scolaire.

### Santé
Aucun service de santé n'est présent sur la commune. Les médecins généralistes les plus proches sont situés à Labastide-d'Anjou. Les centres hospitaliers sont quant à eux, implantés au plus proche, c'est-à-dire à Castelnaudary.

## Économie

### Revenus
En 2018, la commune compte 71 ménages fiscaux, regroupant 170 personnes. La médiane du revenu disponible par unité de consommation est de 20 850 € (19 240 € dans le département).

### Emploi
|                | 2008   | 2013   | 2018   |
| -------------- | ------ | ------ | ------ |
| Commune        | 4,4 %  | 8,5 %  | 9,6 %  |
| Département    | 10,2 % | 12,8 % | 12,6 % |
| France entière | 8,3 %  | 10 %   | 10 %   |

En 2018, la population âgée de 15 à 64 ans s'élève à 117 personnes, parmi lesquelles on compte 79,8 % d'actifs (70,2 % ayant un emploi et 9,6 % de chômeurs) et 20,2 % d'inactifs,. Depuis 2008, le taux de chômage communal (au sens du recensement) des 15-64 ans est inférieur à celui de la France et du département.
La commune fait partie de la couronne de l'aire d'attraction de Toulouse, du fait qu'au moins 15 % des actifs travaillent dans le pôle,. Elle compte 9 emplois en 2018, contre 17 en 2013 et 10 en 2008. Le nombre d'actifs ayant un emploi résidant dans la commune est de 82, soit un indicateur de concentration d'emploi de 11,2 % et un taux d'activité parmi les 15 ans ou plus de 69,5 %.
Sur ces 82 actifs de 15 ans ou plus ayant un emploi, 9 travaillent dans la commune, soit 11 % des habitants. Pour se rendre au travail, 81,3 % des habitants utilisent un véhicule personnel ou de fonction à quatre roues, 7,5 % les transports en commun, 8,7 % s'y rendent en deux-roues, à vélo ou à pied et 2,5 % n'ont pas besoin de transport (travail au domicile).

### Activités hors agriculture
10 établissements sont implantés  à Baraigne au 31 décembre 2019.
Le secteur des activités spécialisées, scientifiques et techniques et des activités de services administratifs et de soutien est prépondérant sur la commune puisqu'il représente 30 % du nombre total d'établissements de la commune (3 sur les 10 entreprises implantées  à Baraigne), contre 13,3 % au niveau départemental.

### Agriculture
|               | 1988 | 2000 | 2010 | 2020 |
| ------------- | ---- | ---- | ---- | ---- |
| Exploitations | 4    | 3    | 4    | 4    |
| SAU (ha)      | 403  | 439  | 497  | 643  |

La commune est dans le Lauragais, une petite région agricole occupant le nord-ouest du département de l'Aude. En 2020, l'orientation technico-économique de l'agriculture  sur la commune est la culture de céréales et/ou d'oléoprotéagineuses. Quatre exploitations agricoles ayant leur siège dans la commune sont dénombrées lors du recensement agricole de 2020 (quatre en 1988). La superficie agricole utilisée est de 643 ha,,.

## Culture locale et patrimoine
La commune de Baraigne est dotée d'un patrimoine bâti riche et diversifié.

### Lieux et monuments

#### L'église Sainte-Marie

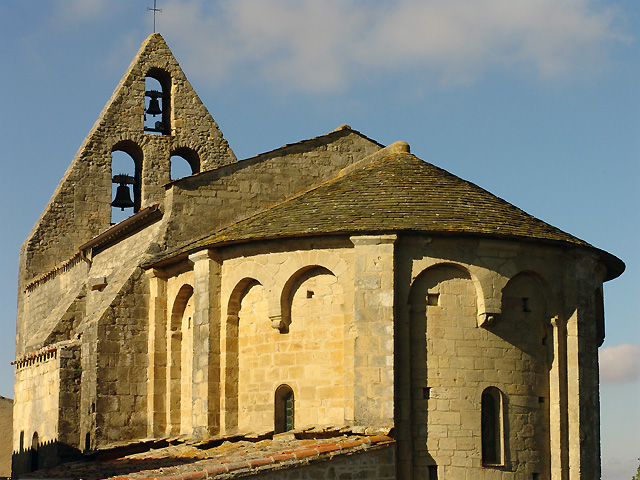
L'église Sainte-Marie-de-Baraigne.

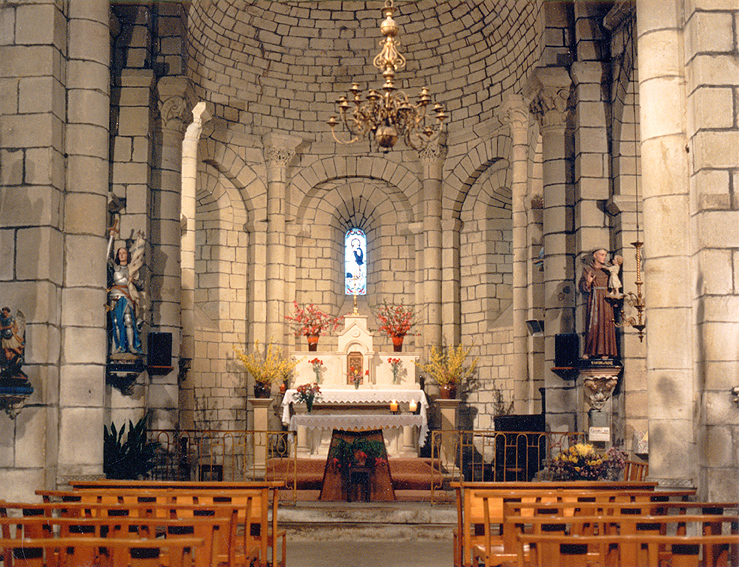
L'intérieur de l'église.

Ce petit sanctuaire qui constitue l'un des plus beaux spécimens d'églises romanes de l'Aude, s'élève au Sud du bourg après en avoir été le centre. L'édifice a été classé au titre des monuments historiques en 1908. Les plus anciens documents le mentionnant, datent de 1207. En 1317, lorsque le pape Jean XXII érigea l'abbaye de Saint-Papoul en évêché, dépendant de l'archevêché de Toulouse, Baraigne fut placé dans le nouveau diocèse de Saint-Papoul et y resta jusqu'à la Révolution.
L'édifice, entièrement roman, est orienté de l'est à l'ouest. Il se compose d'une abside et d'une nef flanquée de deux chapelles. Celles-ci qui matérialisent le transept sont des adjonctions du XIXe siècle. Un clocher à arcades surmonte le mur Ouest, l'entrée se faisant au sud au niveau de la nef. Originairement de forme rectangulaire, le clocher est devenu triangulaire, par des additions écroulées sur les côtés et peut-être au couronnement.
Le 6 mars 1995 une troisième cloche a été installée au sommet et complète le carillon électrifié.
Les dimensions intérieures de l'église sont les suivantes :

Longueur totale : 17,29 m,

Largeur dans l'œuvre : 5,10 m,

Longueur de la nef : 8,85 m,

Largeur : 5,10 m,

Profondeur de l'abside : 5,44 m,

Longueur des 2 chapelles : 3,00 m,

Profondeur : 2,50 m,

Épaisseurs des murs : 1,00 m.

#### Le château

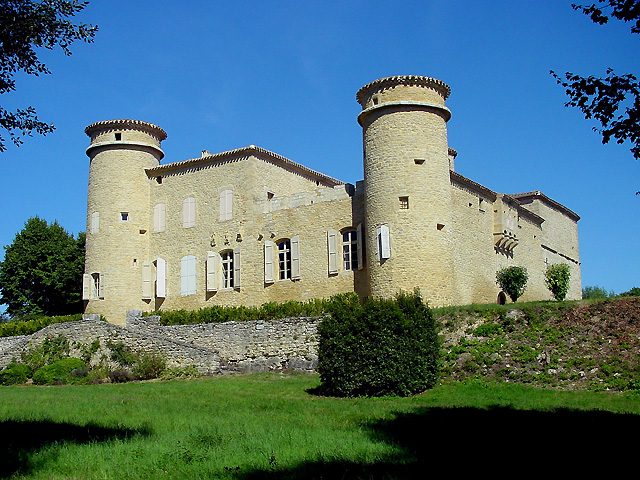
Le château du Pastel.

Le château de Baraigne est construit sur une petite éminence dominant le village, à 300 m à l'ouest du bourg.
Inscrit à l'inventaire des monuments historiques depuis 1948, c'est le type même de château dit « du Pastel ». Si certaines parties paraissent remonter au XVe siècle, sa construction est attribuée, pour l'essentiel, à Barthélémy de Buisson (1568-1622) seigneur de Baraigne. Presque entièrement ruiné au début des années 1970, le château de Baraigne fut restauré à l'identique, de manière très rigoureuse, entre 1975 et 2014, par l'actuel propriétaire.
Le monument, Renaissance, délimite un vaste quadrilatère, dont trois côtés sont constitués par les corps de bâtiments, flanqué de trois tours d'angle et nanti d'une cour intérieure. L'ensemble était ceinturé par des douves, aujourd'hui disparues, mais dont l'existence est attestée par les vestiges d'un pont-levis.

#### Le moulin à vent

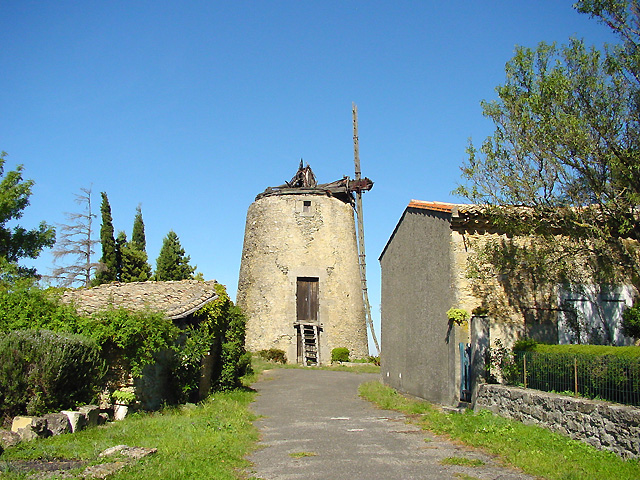
Le moulin.

À un kilomètre au nord-est du village, se dresse un moulin à vent.
L'édifice, construit en 1812, présente quelques particularités peu communes en Lauragais : il présente deux zones de travail et, fait encore plus rare, il est pourvu de trois paires de meules ; la meule principale se situe au rez-de-chaussée, les deux autres dans la chambre du premier étage, où l'on accède par une petite échelle meunière extérieure de neuf marches. Le moulin était actionné par seulement deux ailes - au lieu de quatre généralement), ce qui prouve la force des vents dans cette région du Lauragais. Le virage du toit et des ailes s’effectue par crémaillère en actionnant une manivelle au premier étage.
Après avoir fonctionné de manière clandestine pendant la Seconde Guerre mondiale, la moulin cesse toute activité vers 1952. Malgré l'effondrement de la toiture qui laisse apparaître le grand rouet et une aile foudroyée, l'équipement du moulin est à peu près complet.

#### Les stèles discoïdales

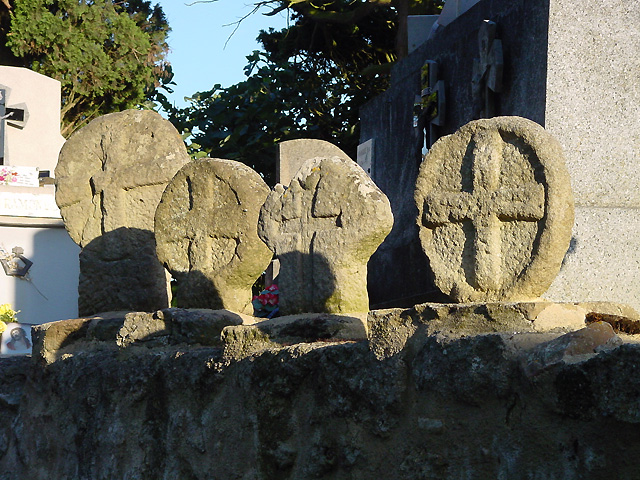
Les stèles discoïdales.

Un certain nombre de stèles discoïdalesont été découvertes dans le cimetière communal. Remontant au Moyen Âge (IXe siècle pour les plus anciennes), elles ne semblent avoir aucun lien avec le catharisme.
Quatre de ces monolithes sont installées à l’entrée du cimetière dont la dernière, découverte en 1993, et deux autres sont scellées dans son mur de clôture ; sur trois d'entre elles, la croix est en relief, alors qu'elle est en creux sur la quatrième ; une partie du socle a disparu.
Deux croix et une stèle discoïdale sont adossées au chevet de l’église. L'une de ces stèles, datant du XIIIe siècle, a été abritée dans l'église. Le musée de Limoux expose également une stèle discoïdale retrouvée à Baraigne.

#### Le lac de la Ganguise

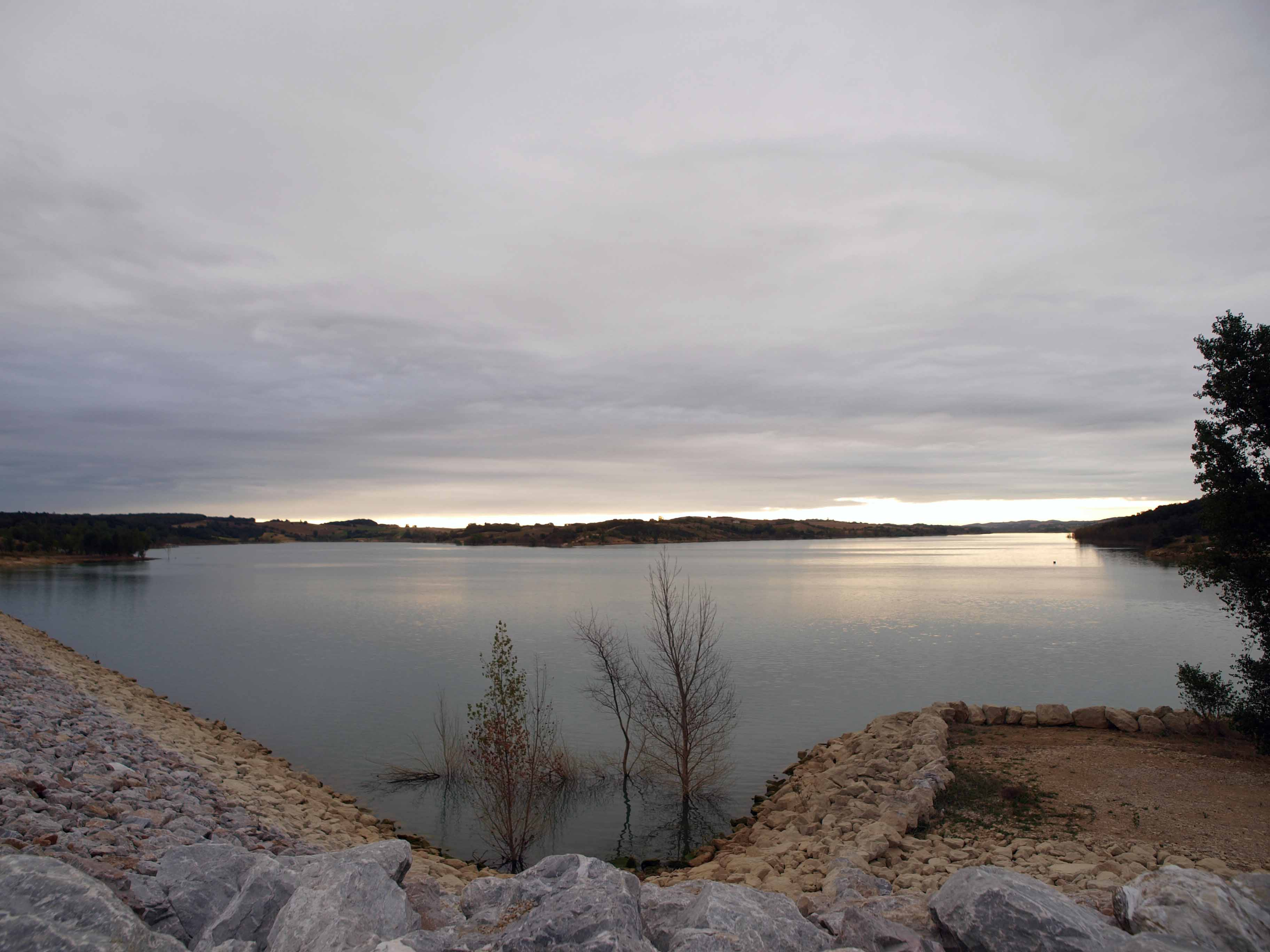
Le lac de la Ganguise.

Réparti sur le territoire cinq communes, dont Baraigne, le lac de la Ganguise ou retenue de l'Estrade du nom d'une ferme proche, d'origine artificielle, a été créé par un barrage construit sur la Ganguise en 1979 pour améliorer l'irrigation des terres agricoles ; il a été agrandi en 2007.
Il est aménagé en base de loisirs départementale.

### Patrimoine naturel

#### Zones nationales d'intérêt écologique, faunistique et floristique

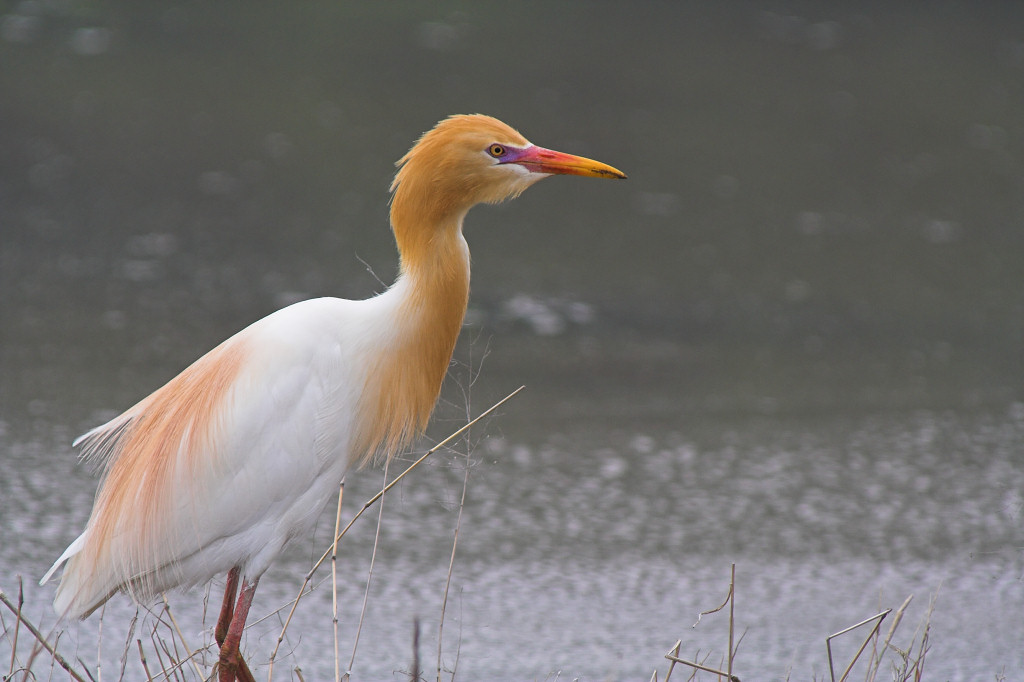
Le héron garde-bœufs.

Ayant pour objectif un inventaire des espèces animales ou végétales qui y sont présentes, la création des zones naturelles d'intérêt écologique, faunistique et floristique (ZNIEFF) ne s'accompagne d'aucune mesure de protection réglementaire. Le territoire communal de Baraigne est intégré, au même titre que 39 autres communes, à la ZNIEFF des Collines de la Piège. On y trouve notamment le héron garde-bœufs (Bubulcus ibis), oiseau classé sur la liste rouge des espèces menacées au niveau mondial.

### Base ULM

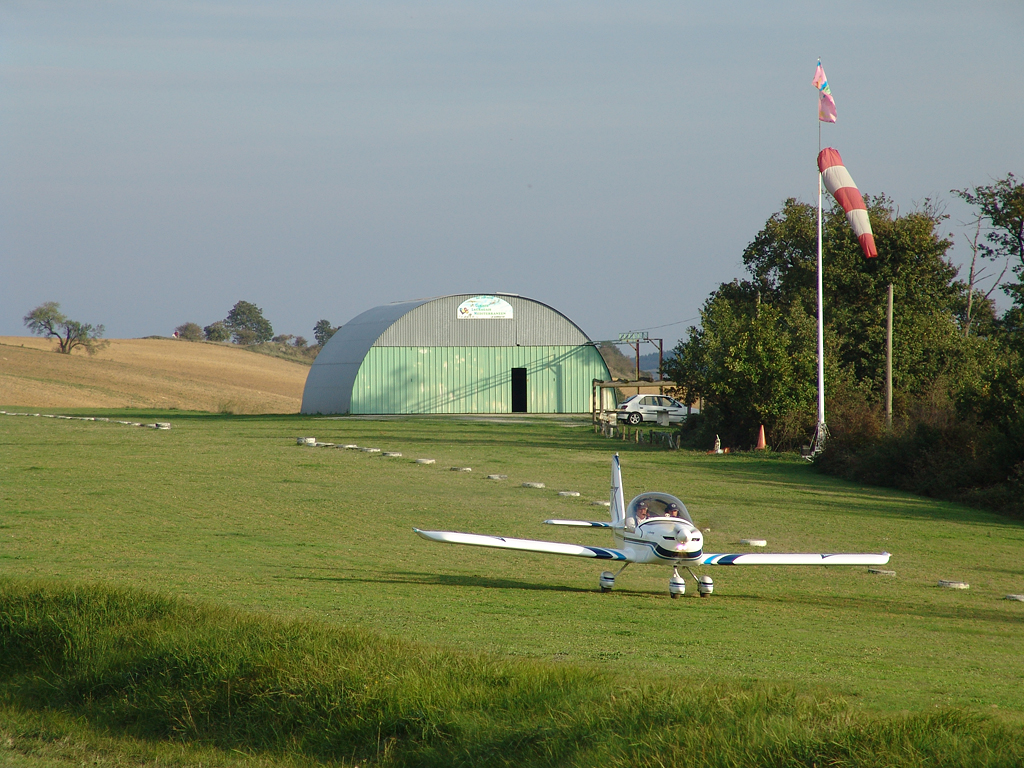
La base ULM.

Au sud du village est installée une plate-forme d'ULM d’accès privé immatriculée LF1123.
Piste : QFU 11-29

Herbe de 280 x 15 m

Indicatif radio : 123.45 pilote/pilote

Altitude : 920 pieds

Coordonnées : N 43°19.24 - E 01°50.07
Il est recommandé d'éviter le survol du village et d'effectuer les tours de pistes par le sud.
Fortes turbulences par vents d'autan et marin.

### Personnalités liées à la commune
En 1271 Gautier de Varagne, chevalier, était présent lors de la prestation de serment au roi par les consuls de Carcassonne.
En 1272 et 1282, son frère Gaufrid fut élu membre à l'assemblée de la noblesse de la sénéchaussée, et en 1287, il fut élu gouverneur de Carcassonne.
En 1433, Bernard de Varagne était l'envoyé du sénéchal de Toulouse. En 1485, Jean de Buisson, fils de Bernard de Varagne, était seigneur de Baragne et capitoul de Toulouse.

### Héraldique
| Baraigne | Son blasonnement est : Écartelé : au 1er coupé d'argent au lion issant de sable lampassé de gueules et d'or à l'arbre de sinople, au 2e d'azur au roc d'échiquier d'or, au 3e d'azur aux trois coquilles d'or, au 4e d'or aux trois fasces de gueules. |